# الجامعة المركزية للتمويل والاقتصاد
الجامعة المركزية للتمويل والاقتصاد (بالصينية: 中央财经大学) هي جامعة أبحاث حكومية وطنية تقع في بكين بالصين. الجامعة المركزية للمالية والاقتصاد هي أول جامعة للاقتصاد والإدارة تأسست من قبل الحكومة المركزية في الصين وهي الآن تحت الإدارة المباشرة لوزارة التعليم في الصين.

## تاريخ
في عام 1949 تأسست الجامعة المركزية (التي كانت تسمى آنذاك المدرسة المركزية للضرائب) بعد فترة وجيزة من تأسيس جمهورية الصين الشعبية. وهي أول جامعة للتمويل والاقتصاد في الجمهورية من قبل حكومة الصين المركزية.
الجامعة هي جامعة وطنية رئيسية مع مواضيع في الاقتصاد والإدارة والقانون والأدب والفلسفة والعلوم والهندسة وعلم التربية والفن.